# Dendropsophus studerae
Dendropsophus studerae és una espècie de granota que viu a l'estat d'Alagoas (Brasil).